# Бутченко Максим Анатолійович
Бутченко Максим Анатолійович (26 вересня 1977, Ровеньки, Луганська область) — український письменник та журналіст.

## Біографія
У 1992 році закінчив школу № 6 міста Ровеньки. З 1995 року починає працювати гірничим робітником на шахті № 81 «Київська» ДП «Ровенькиантрацит». Після закінчення Ровеньківського гірничого технікуму за спеціальністю «Підземна розробка вугільних родовищ» у 1996 році починає працювати гірничим майстром та помічником начальника дільниці на шахті ім. Космонавтів ДП «Ровенькиантрацит». Всього має 12 років підземного стажу. У 2011 році отримав другу освіту за спеціальністю «Журналістика».
З 2012 року працював в журналі «Кореспондент». На початку 2014 року покинув видання через зміну редакційної політики журналу у зв'язку з його купівлею Сергієм Курченком і введенням цензури.
З лютого по травень 2014 року працював в тижневику «Фокус».
З червня 2014 року працює кореспондентом в журналі «НВ».
Автор багатьох статей і блогів про ситуацію на Донбасі. Неодноразовий учасник ТБ-передач з проблем війни на сході України.

## Творчий доробок
Перший роман «Художник війни» (рос. Художник войны) вийшов 2015 року, у центрі якого долі двох братів, які опинилися по різну сторони війни на сході України. Роман був виданий також в Чехії (чеськ. Umělec války) та Великій Британії (англ. War artist). Наступного року вийшов роман «Три години без війни» (рос. Три часа без войны), де головні герої з різними позиціями щодо війни опинилися разом у камері Лук'янівського СІЗО. 2017 року вийшов третій роман — «Люди війни» (рос. Люди войны), яка зосереджена на можливості людей, які пережили війну, повернутися до мирного життя. Того ж року вийшов роман «Куркуль» у історичному жанрі, який також був виданий у Чехії чеською мовою.
2018 року вийшли романи «1918. Місто надій» та «Після вогню» (рос. После огня), приклад альтернативної історії, де Третя світова війна сталася ще внаслідок Карибської кризи. А наступного року — роман «Петлюра. Боротьба». 2020 вийшов роман «Червоний квадрат» (рос. Красный квадрат).
2021 року вийшов роман «Жінка в темряві. Зелений Клин» про українців Далекого Сходу.
Максим Бутченко до повномасштабного вторгнення писав переважно російською, його твори перекладаються з російської (серед перекладачів — Володимир Верховень).

## Особисте життя
Одружений із Тетяною.